# بالنگوی شهری
بالنگوی شهری (نام علمی: Lallemantia iberica) نام یک گونه از سرده بالنگو به شکل گیاه علفی یک‌ساله با گل‌های بنفش مایل به آبی و گاه با لبهٔ زیرین سفید یا آبی کم‌رنگ است.

## مشخصات
گونه‌ای بالنگو است به شکل گیاه علفی یک‌ساله با برگ‌های قاعده‌ای تخم‌مرغی و برگ‌های ساقه‌ای مستطیلی‌ـ سرنیزه‌ای یا مستطیلی‌ـ تخم‌مرغی و باریک در قاعده و برگک‌هایی با دندانه‌های منتهی به خار بلند و گل‌های بنفش مایل به آبی و گاه با لبهٔ زیرین سفید یا آبی کم‌رنگ به طول ۱۱ تا ۲۲ میلی‌متر و فندقچه به طول ۴ تا ۵ میلی‌متر و مستطیلی‌ـ سه‌وجهی و در انتها دارای حاشیهٔ غشایی.